# Przeplatka diamina
Przeplatka diamina (Melitaea diamina) – motyl dzienny z rodziny rusałkowatych.

## Wygląd
Rozpiętość skrzydeł od 34 do 38 mm, dymorfizm płciowy niewielki.

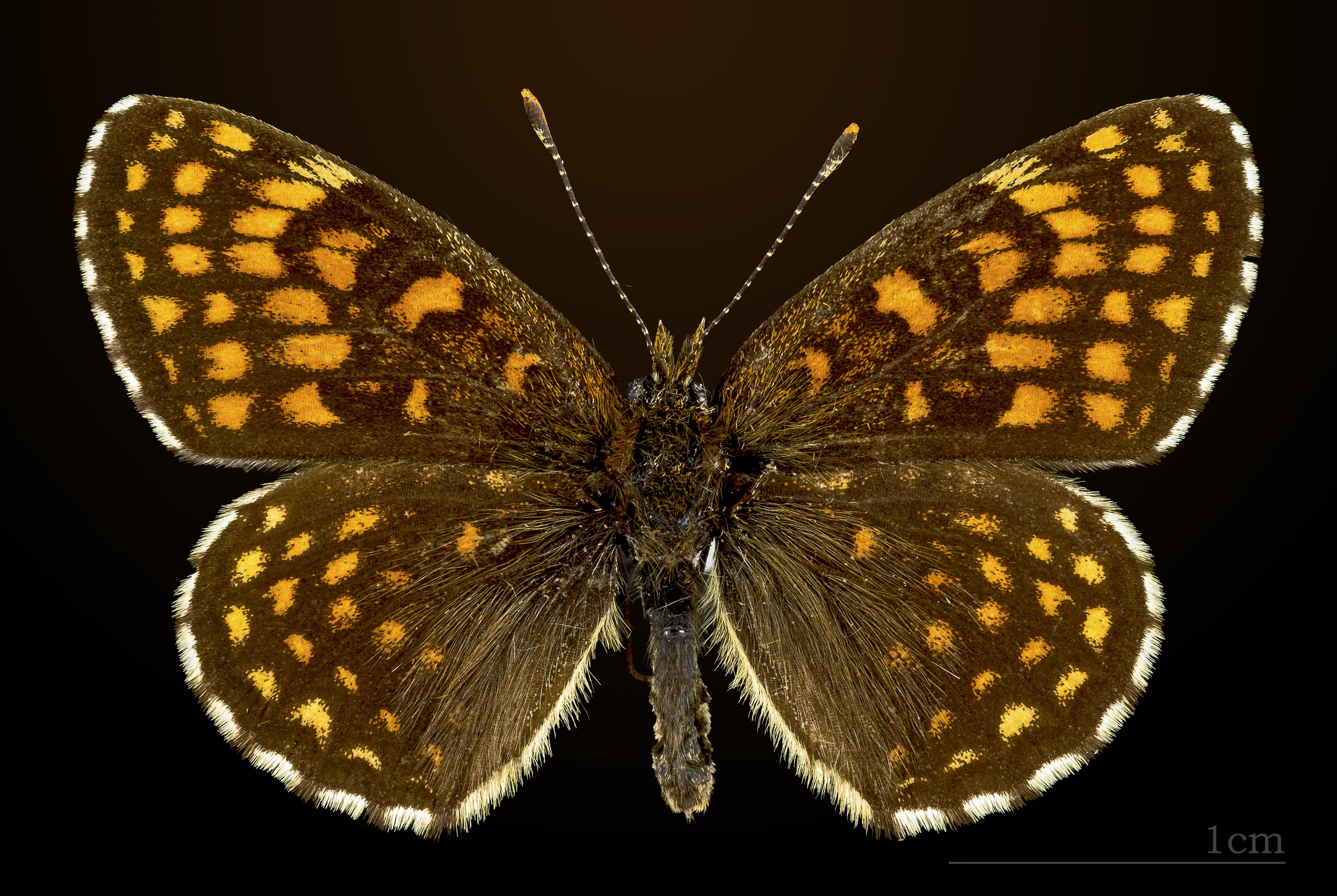
♂
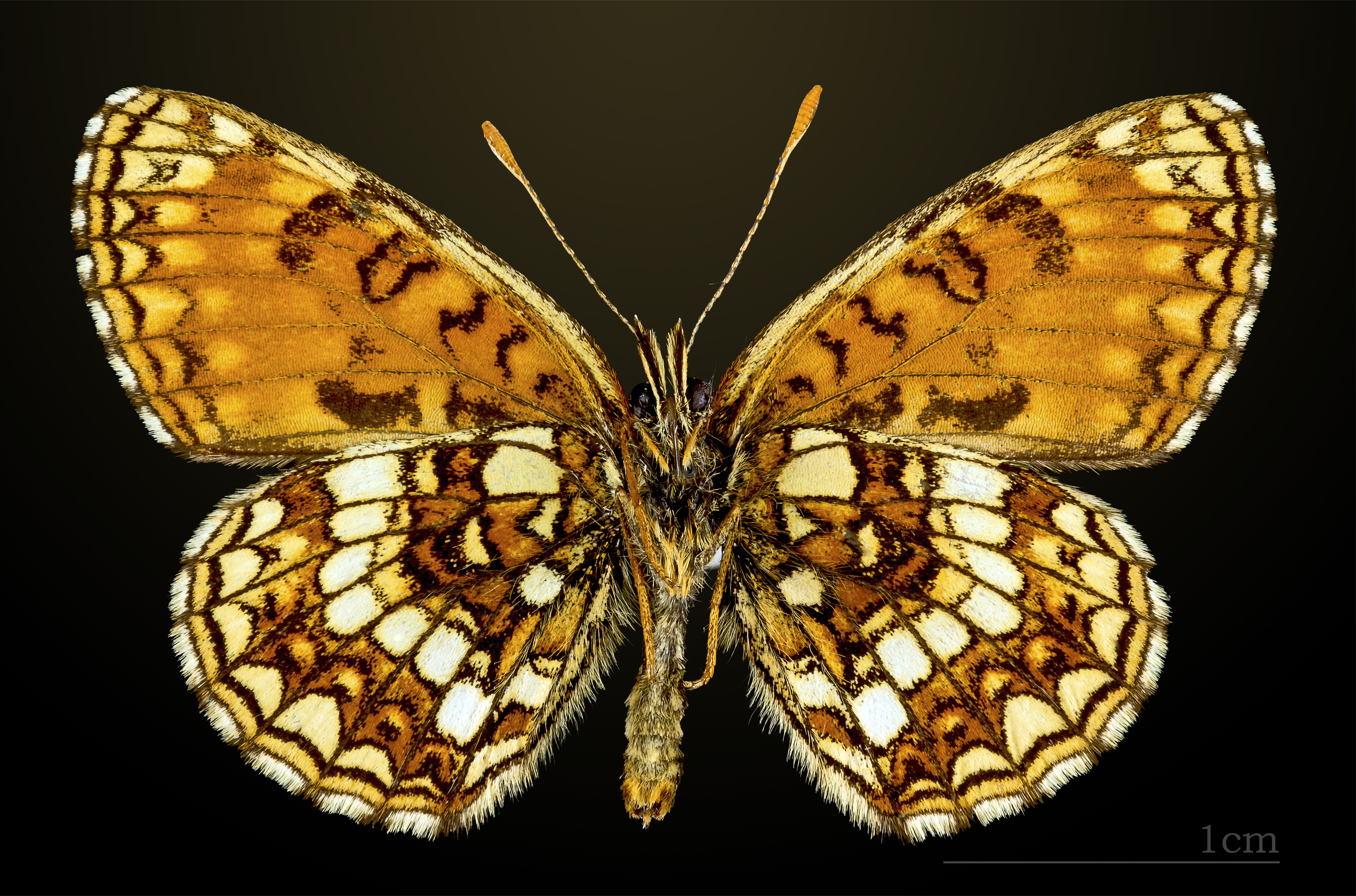
♂ △
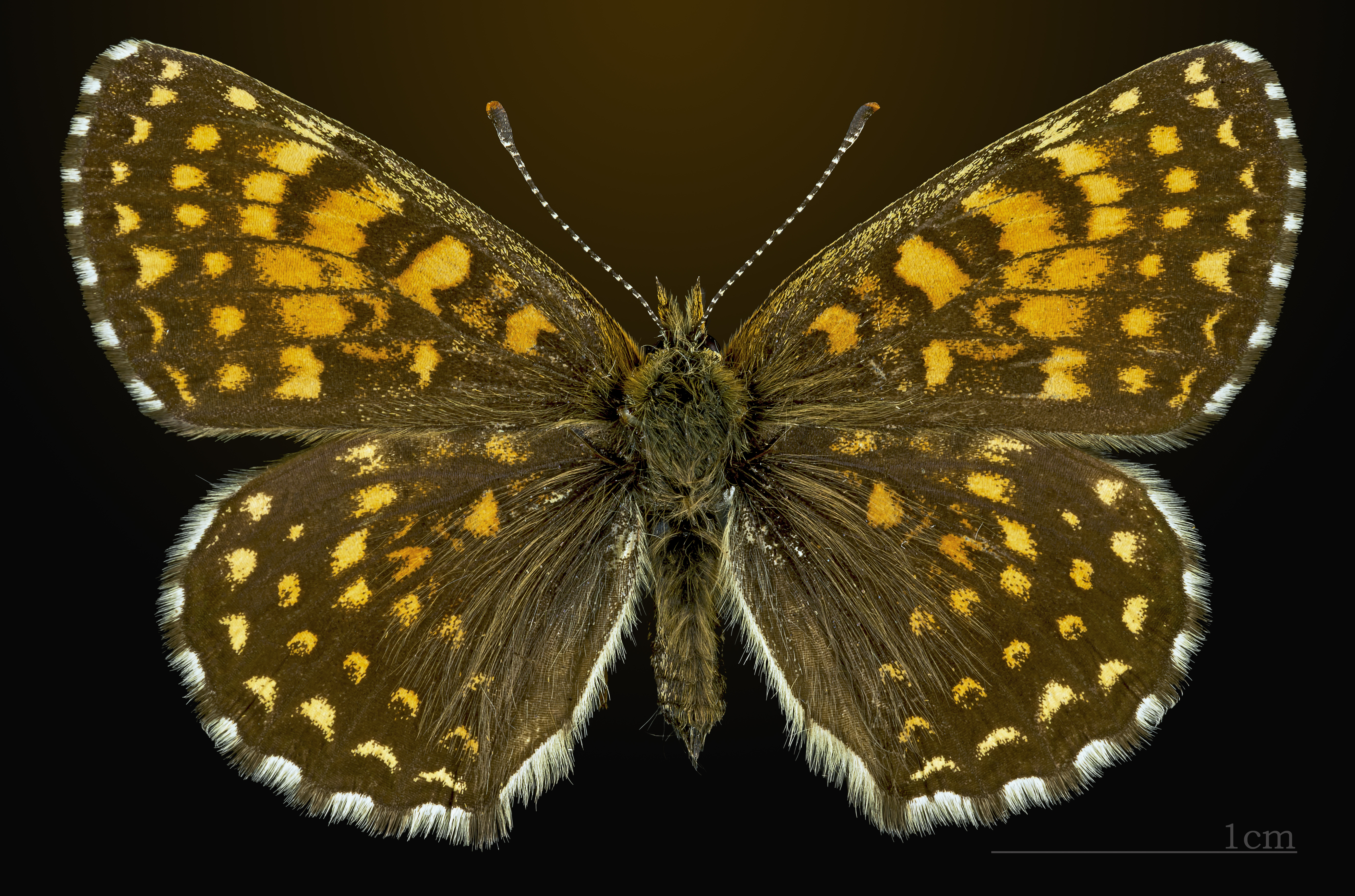
♀
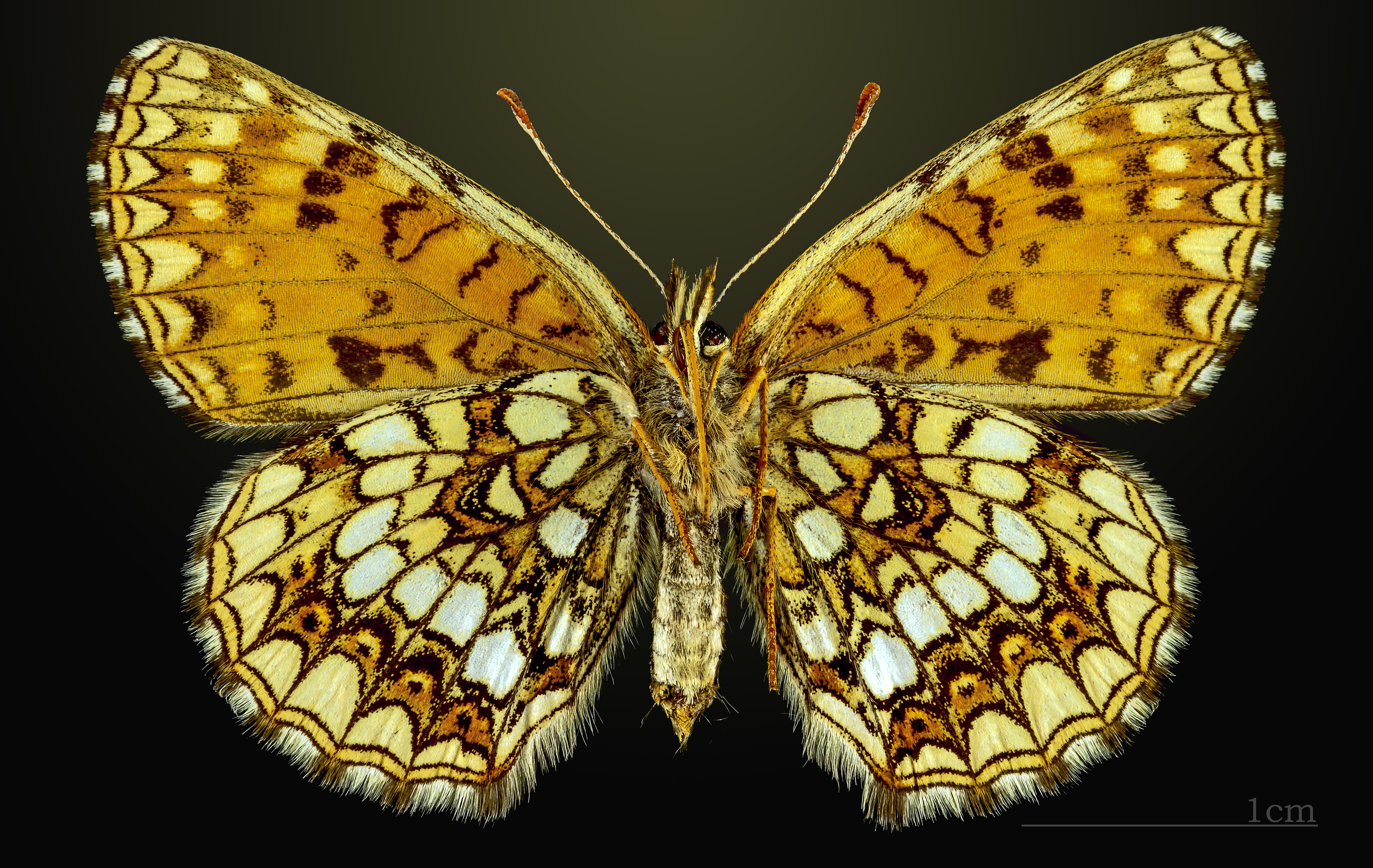
♀ △

## Siedlisko
Torfiaste łąki, skraje torfowisk niskich.

## Biologia i rozwój
Wykształca jedno pokolenie w roku (czerwiec-lipiec). Rośliny żywicielskie: kozłek lekarski, kozłek dwupienny, kozłek całolistny. Jaja barwy biało-zielonkawej składane są w dużych grupach na spodniej stronie rośliny żywicielskiej. Larwy żyją w oprzędach, zimują w gniazdach ze splecionych liści. Stadium poczwarki trwa ok. 3 tygodni.

## Rozmieszczenie geograficzne
Gatunek eurosyberyjski, w Polsce występuje na całym obszarze kraju z wyjątkiem regionów południowo-zachodnich.